# Schlüsseln
Schlüsseln ist ein in der Kryptologie verwendeter zusammenfassender Begriff für das Verschlüsseln und Entschlüsseln.
Eine Person, die Nachrichten schlüsselt, also ver- oder entschlüsselt, wird im Jargon als Schlüssler (auch: Chiffrierer oder Chiffreur) bezeichnet.

## Verwendung
Das Verb steht allgemein sowohl für das von einem kryptographischen Schlüssel abhängige Umwandeln von Klartext in einen Geheimtext als auch umgekehrt für das Umwandeln von Geheimtext in Klartext. (Die beiden Begriffe Klar- und Geheimtext stehen hier symbolisch für beliebige Arten von Daten, nicht nur Texte im klassischen Sinn, sondern beispielsweise auch für Tondateien, Bilddateien oder Videodateien.)
Insbesondere für schriftliche Nachrichten oder Funksprüche unterscheidet man zwischen dem:
- Handschlüsseln, also dem manuell, beispielsweise mit Bleistift und Papier, durchgeführten Ver- oder Entschlüsseln, und dem
- maschinellen Schlüsseln, bei dem eine Schlüsselmaschine (zusammenfassender Begriff für Ver- und Entschlüsselungsmaschine) eingesetzt wird.

## Schlüsselraum

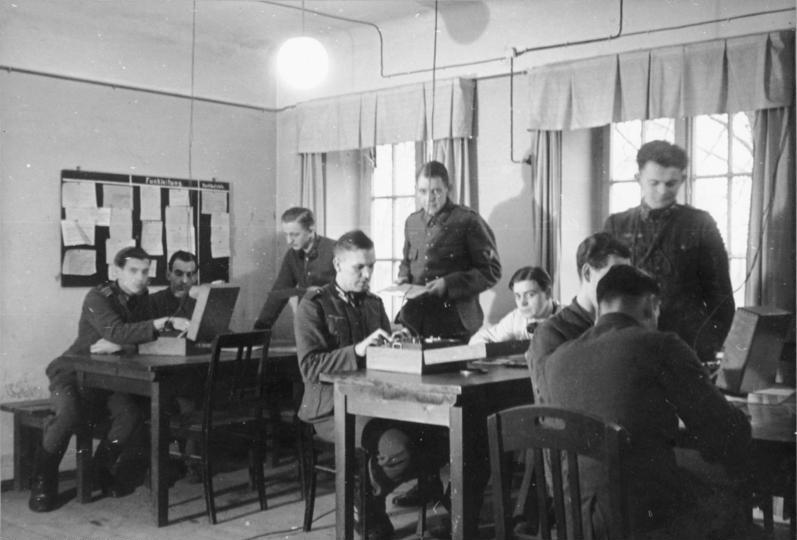
Ein Schlüsselraum mit Soldaten des Geheimen Funkmeldedienstes des OKW beim Schlüsseln von Nachrichten mithilfe der Enigma-Schlüsselmaschine

Das Zimmer, in dem geschlüsselt wird, wird im Jargon als Schlüsselraum  (Bild) (englisch Cipher room) oder auch als Verschlüsselungsraum bezeichnet, selten auch als Chiffrierzimmer.

## Weitere Begriffsverwendungen

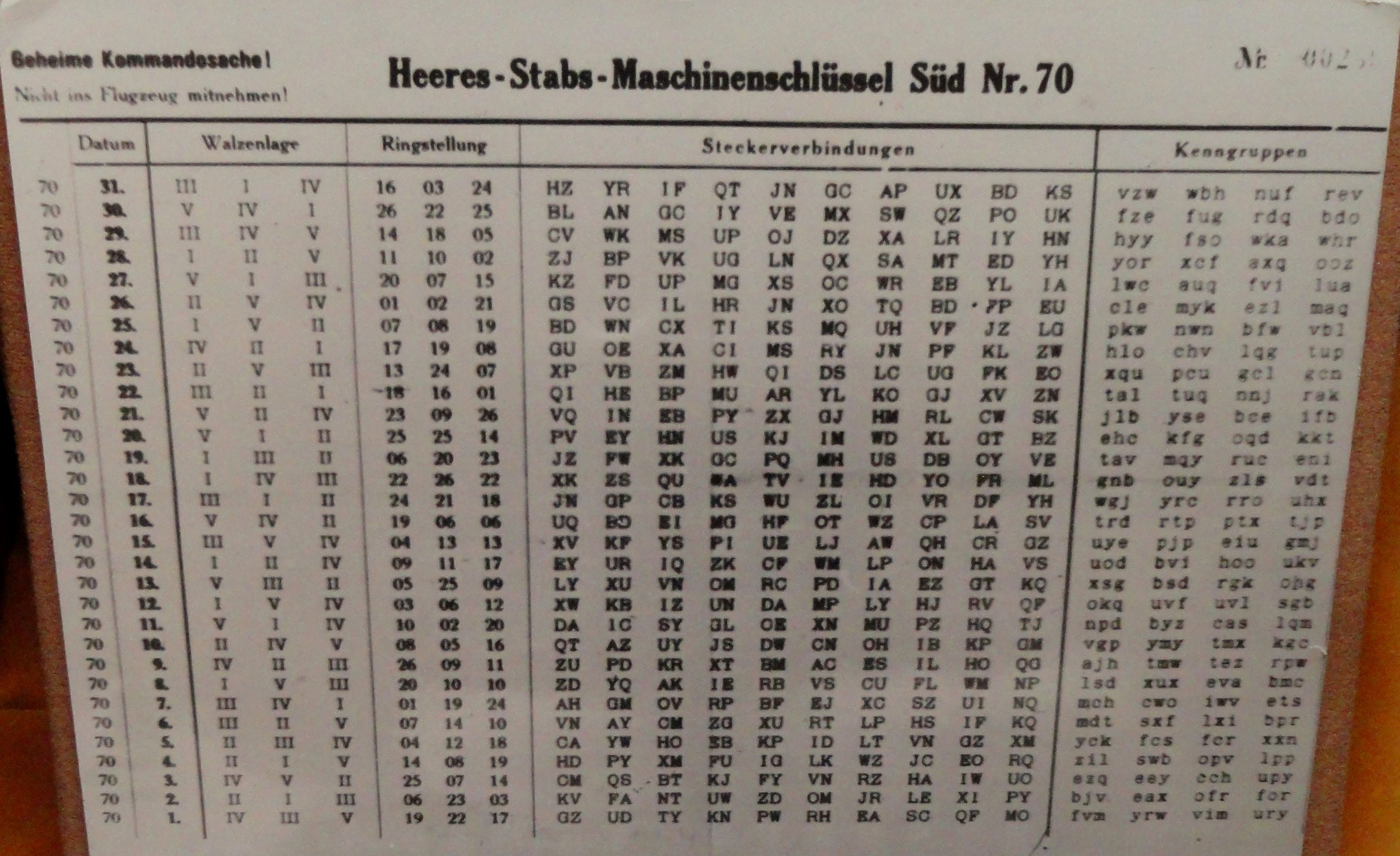
Diese Schlüsseltafel enthält Schlüsseleinstellungen für die Schlüsselmaschine Enigma.

Verwendung findet der Begriff außer in Schlüsselmaschine und Schlüsselraum auch in anderen Komposita wie Schlüsselalphabet, Schlüsselanleitung (siehe auch Enigma-Schlüsselanleitung), Schlüsseleinstellung, Schlüsselgerät, Schlüsselkreis, Schlüsselmaterial, Schlüsselmittel, Schlüsselnetz (siehe auch Schlüsselnetz Triton), Schlüsseltafel (Bild), Schlüsselunterlagen, Schlüsselverfahren, Schlüsselvorschrift und Schlüsselzettel.